# رت‌پک انترتینمنت
رت‌پک اینترتینمنت (به انگلیسی Ratpac-dune entertainment یا Ratpac entertainment) یک شرکت تأمین مالی تصاویر متحرک آمریکایی است.

## فیلم‌های سینمایی
- تپه‌ها چشم دارند (همکاری با فاکس)
- مردان اکس: آخرین ایستادگی (همکاری با مارول)
- نگهبانان
- شیطان پرادا می‌پوشد
- جان تاکر باید بمیرد
- بورات: یادگیری‌های فرهنگی آمریکا برای انجام منفعت ملت پرشکوه قزاقستان
- اراگون
- شب در موزه
- تپه‌ها چشم دارند ۲
- آزاد زندگی کن یا سخت بمیر
- کنستانتین
- هیتمن
- مکس پین
- استرالیا
- خاستگاه مردان اکس: ولورین (همکاری با مارول انترتینمنت)
- شب در موزه: نبرد اسمیتسونین
- اواتار (با لایتستورم اینترتینمنت)
- قوی سیاه
- مردان ایکس: کلاس اول (با مارول انترتینمنت)
- پنگوئن‌های آقای پاپر
- ظهور سیاره میمون‌ها
- آبراهام لینکلن: شکارچی خون‌آشام
- جاذبه
- فیلم لگو
- گودزیلا
- لبه فردا
- تک تیرانداز آمریکایی
- مکس دیوانه: جاده خشم
- سن اندریاس
- حسابدار
- بتمن علیه سوپرمن: طلوع عدالت (همکاری با اطلس انترتینمنت)
- افسانه تارزان (فیلم ۲۰۱۶)
- زن شگفت‌انگیز (همکاری با اطلس انترتینمنت)
- لیگ عدالت قسمت اول (همکاری با اطلس انترتینمنت)
- فیلم لگو ۲
- گودزیلا ۲
- اکوامن
- لیگ عدالت قسمت دوم
- سایبورگ
- سپاه فانوس سبز (همکاری با دی سی)